# (5934) Mats
(5934) Mats (1976 SJ) – planetoida z pasa głównego asteroid okrążająca Słońce w ciągu 3,69 lat w średniej odległości 2,38 j.a. Odkryta 20 września 1976 roku.